# Micropterix constantinella
Micropterix constantinella és una espècie d'arna de la família Micropterigidae. Va ser descrita per Heath l'any 1986. És una espècie endèmica d'Algèria.